# David Satter
David Satter (ur. 1947 w Chicago) – amerykański dziennikarz specjalizujący się z tematyce Związku Radzieckiego i Rosji. Ukończył uniwersytety w Chicago i Oksfordzie. Były korespondent Chicago Tribune Wall Street Journal i Financial Times, autor szeregu książek.
Obecnie pracownik naukowy Hoover Institution, Hudson Institute, Jamestown Foundation, Johns Hopkins University School of Advanced International Studies i University of Illinois.